# Naples Foot-Ball Club 1907-1908
Questa voce raccoglie le informazioni riguardanti il Naples nelle competizioni ufficiali della stagione 1907-1908.

## Stagione
In questa stagione il Naples disputò per la prima volta un campionato ufficiale F.I.F. Il torneo di Terza Categoria si svolse nei mesi di aprile e maggio, il Naples affrontò altre squadre napoletane (Open Air, Audace e S.S. Napoli) e vinse in finale contro la S.S. Napoli il 24 maggio. Nel mese di giugno la società fu invitata a disputare un torneo valevole per la Festa nazionale dell'I.S.E.F. a Roma: in semifinale fu sconfitta dalla U.S. Milanese. Anche in questa stagione disputò varie amichevole contro equipaggi di navi inglesi.

## Divise
| Manica sinistra · Manica sinistra · Maglietta · Maglietta · Manica destra · Manica destra · Pantaloncini · Calzettoni |

## Rosa
| N. |                        | Ruolo | Calciatore         |
| -- | ---------------------- | ----- | ------------------ |
|    | Inghilterra (bandiera) | P     | Henry Saltmarshe   |
|    | Italia (bandiera)      | P     | Michele Conforti   |
|    | Egitto (bandiera)      | D     | Carlo Garozzo      |
|    | Italia (bandiera)      | D     | Incarnati          |
|    | Italia (bandiera)      | C     | Giulio Cremonini   |
|    | Italia (bandiera)      | C     | Bruno Esposito Lau |
|    | Italia (bandiera)      | A     | Vasco Fortunato    |

| N. |                        | Ruolo | Calciatore                |
| -- | ---------------------- | ----- | ------------------------- |
|    | Italia (bandiera)      | A     | Michele Scarfoglio        |
|    | Italia (bandiera)      |       | Mario Hector Bayon (cap.) |
|    | Italia (bandiera)      |       | Fritz Giannini            |
|    | Italia (bandiera)      |       | Delfino Giolino           |
|    | Italia (bandiera)      |       | Lattanzio                 |
|    | Inghilterra (bandiera) |       | William Poths             |
|    | Italia (bandiera)      |       | Paolo Scarfoglio          |